# انتقال توجه
انتقال توجه (انگلیسی: Attentional shift) به معنای جابه‌جایی تمرکز ذهن از یک محرک، فکر یا کار به محرک، فکر یا کار دیگری است.
انتقال توجه زمانی اتفاق می‌افتد که ما تمرکز خود را از یک چیز به چیز دیگری جابه‌جا می‌کنیم. وقتی توجه‌مان را روی یک نقطه یا چیز خاص متمرکز می‌کنیم، ذهن ما اطلاعات آن نقطه را بهتر و سریع‌تر پردازش می‌کند. هم‌زمان، ذهن سعی می‌کند چیزهای بی‌ربط یا مزاحم را نادیده بگیرد تا تمرکز بیشتری روی موضوع اصلی داشته باشیم.
ما برای اینکه اطلاعات را بهتر درک کنیم، نیاز داریم توجه‌مان را بین محرک‌ها جابه‌جا کنیم. پژوهش‌ها نشان داده‌اند وقتی به یک شیء یا ناحیه توجه می‌کنیم، مغز ما با کارایی بیشتری آن را پردازش می‌کند.
اما این جابه‌جایی توجه همیشه آسان نیست؛ وقتی بین دو کار مختلف جابه‌جا می‌شویم (مثل وقتی وسط مطالعه به پیامک جواب می‌دهیم و دوباره برمی‌گردیم)، کارایی ما پایین می‌آید و به این حالت «هزینهٔ جابه‌جایی وظیفه» می‌گویند.
دانشمندان نظریه‌های گوناگونی دارند دربارهٔ اینکه چرا و چگونه توجه منتقل می‌شود، و این‌که مغز ما چطور در فضا توجه را از یک نقطه به نقطهٔ دیگر می‌برد.
فرایند انتقال توجه می‌تواند به‌صورت ارادی یا غیرارادی انجام شود. در انتقال توجه ارادی، فرد آگاهانه تصمیم می‌گیرد تمرکز خود را از یک موضوع به موضوعی دیگر تغییر دهد؛ برای نمونه، وقتی فردی خواندن کتاب را کنار می‌گذارد و به تماشای تلویزیون می‌پردازد. در مقابل، انتقال توجه غیرارادی زمانی رخ می‌دهد که یک محرک محیطی مانند صدای بلند یا حرکت ناگهانی باعث تغییر خودبه‌خودی تمرکز فرد می‌شود، بی‌آنکه تصمیمی برای آن گرفته باشد. گونه‌ای دیگر از انتقال توجه نیز وجود دارد که ناشی از الزامات یک وظیفه یا کار خاص است، مانند زمانی که در جریان یک فعالیت نیاز است فرد توجه خود را به بخش دیگری از محیط معطوف کند.
توانایی انتقال توجه نقشی اساسی در مدیریت رفتار و عملکرد مؤثر در محیط‌های پیچیده دارد. برای نمونه، هنگام رانندگی، اگر عابری ناگهان وارد خیابان شود، راننده باید بتواند توجه خود را از مسیر به عابر پیاده منتقل کرده و واکنش مناسبی نشان دهد. این مهارت شناختی در یادگیری، حل مسئله و مدیریت فشارهای روانی نیز نقش مهمی دارد. افرادی که در انتقال توجه توانمند هستند، معمولاً در موقعیت‌های چالش‌برانگیز عملکرد بهتری دارند. در مقابل، دشواری در انتقال توجه ممکن است با اختلال‌هایی مانند بیش‌فعالی یا اضطراب همراه باشد.
برای تقویت توانایی انتقال توجه، تمرین‌هایی مانند ذهن‌آگاهی، انجام بازی‌های فکری و کاهش عوامل حواس‌پرتی مانند اعلان‌های تلفن همراه توصیه می‌شود. این مهارت یکی از جنبه‌های مهم عملکرد شناختی انسان به‌شمار می‌رود و پژوهش‌های روان‌شناسی و علوم اعصاب همچنان در حال بررسی سازوکارهای عصبی و شناختی آن هستند.

## مراحل
انتقال توجه به معنای جابه‌جایی تمرکز ذهنی از یک محرک یا مکان به محرک یا مکان دیگر است. این فرایند شامل سه مرحله است:
1. رهاسازی توجه: ابتدا باید توجه را از محل یا موضوع فعلی جدا کرد.
2. انتقال توجه: سپس توجه به سمت محرک یا مکان جدید منتقل می‌شود.
3. درگیر شدن توجه: در نهایت، توجه بر روی محرک یا مکان جدید متمرکز می‌شود.

این مراحل به مغز کمک می‌کنند تا اطلاعات را به‌طور مؤثرتری پردازش کند.
توجه می‌تواند به دو صورت انجام شود:
- توجه آشکار: توجهی که با حرکت چشم‌ها همراه است.
- توجه پنهان: توجهی که بدون حرکت چشم‌ها صورت می‌گیرد.

برای مثال، هنگام رانندگی ممکن است چشم‌ها به جاده نگاه کنند، اما ذهن به خریدهای مورد نیاز از فروشگاه فکر کند.
مطالعات نشان داده‌اند که مناطق مختلفی از مغز در این فرایندها نقش دارند. برای مثال، لوب آهیانه‌ای در انتقال توجه پنهان و کولیکولوس فوقانی در توجه آشکار نقش دارند. با این حال، برخی تحقیقات نشان می‌دهند که هر دو نوع توجه ممکن است از سازوکارهای عصبی مشابهی استفاده کنند.
در نهایت، انتقال توجه می‌تواند به‌صورت ارادی (با تصمیم خود فرد) یا غیرارادی (در پاسخ به محرک‌های ناگهانی) انجام شود. مناطق مختلفی از مغز در این دو نوع توجه فعال می‌شوند، که نشان‌دهنده پیچیدگی سامانهٔ توجه در انسان است.

### هم‌پوشانی عصبی در انتقال توجه آشکار و ناپیدا
اگرچه بررسی‌های اولیهٔ پژوهش‌های «پوزنر» نشان می‌دهد که انتقال‌های توجه آشکار و ناپیدا از سازوکارهای عصبی متفاوتی بهره می‌برند، اما مطالعات جدیدتر نشان می‌دهند که این دو نوع انتقال توجه در بسیاری از نواحی مغزی هم‌پوشانی دارند. فعالیت‌هایی در قشر پیش‌پیشانی، به‌ویژه در شیار پیش‌مرکزی، قشر آهیانه‌ای، به‌ویژه در شیار بین‌آهیانه‌ای، و در قشر پس‌سری جانبی برای هر دو نوع انتقال توجه مشاهده شده است. این یافته‌ها از نظریهٔ پیش‌حرکتی توجه حمایت می‌کنند.
مطالعات تصویربرداری مغزی با استفاده از اف‌ام‌آرآی نشان داده‌اند که وظایف مربوط به انتقال توجه آشکار و ناپیدا باعث فعال‌سازی نواحی مشابهی در لوب‌های پیشانی، آهیانه‌ای و گیجگاهی می‌شوند. با این حال، برخی از این مطالعات گزارش داده‌اند که انتقال‌های توجه ناپیدا سطح فعالیت بالاتری نسبت به انتقال‌های آشکار دارند. برای مثال، در مطالعه‌ای، انتقال توجه ناپیدا با فعالیت بیشتر در قشر پشتی‌کناری راست همراه بود، که معمولاً با انتقال توجه ارادی و حافظه کاری مرتبط است.
در مطالعه‌ای دیگر، با استفاده از وظایف یکسان برای هر دو نوع انتقال توجه و در نرخ‌های مختلف انتقال، مشخص شد که هر دو نوع انتقال توجه از مکانیزم‌های عصبی مشابهی بهره می‌برند. با این حال، انتقال‌های توجه آشکار فعالیت بیشتری در این نواحی عصبی نشان دادند، که به مشارکت اضافی حرکات چشم نسبت داده شد.

### انتقال‌های توجه ارادی در برابر خودبخودی
توجه می‌تواند به‌صورت ارادی (کنترل درون‌زاد) یا خودبخودی (کنترل برون‌زاد یا بازتابی) هدایت شود. در کنترل درون‌زاد، توجه به‌صورت داوطلبانه به سمت محرک هدایت می‌شود، معمولاً با تفسیر یک نشانه که فرد را به هدف هدایت می‌کند. در مقابل، در کنترل برون‌زاد، توجه به‌طور خودکار به سمت محرک جلب می‌شود. مکانیزم‌های عصبی در مغز الگوهای فعالیت متفاوتی برای توجه درون‌زاد و برون‌زاد تولید می‌کنند.
مطالعات نشان داده‌اند که نواحی قشر آهیانه‌ای خلفی پشتی و قشر پیش‌پیشانی عمدتاً با توجه ارادی مرتبط هستند، در حالی که فعالیت در ناحیه پس‌سری به‌صورت گذرا مشاهده می‌شود. سازوکارهای درون‌زاد تصور می‌شود که دانش قبلی، انتظارات و اهداف را برای تصمیم‌گیری داوطلبانه در مورد محل انتقال توجه یکپارچه می‌کنند. از سوی دیگر، نواحی عصبی مرتبط با توجه بازتابی به تمرکز توجه بر رویدادها یا اشیایی که در محیط برجسته هستند، اختصاص دارند. قشر گیجگاهی‌آهیانه‌ای‌ و ناحیه قشر پیش‌پیشانی شکمی، به‌ویژه در نیمکره راست مغز، با توجه بازتابی درگیر هستند.
یکی از انواع ورودی‌های بینایی که برای (V1) برجسته است اما نه برای آگاهی بینایی و نه برای سایر نواحی قشری، آن‌هایی هستند که از چشم چپ یا راست به‌طور مجزا دریافت می‌شوند؛ مثلاً تصویری از یک سیب که تنها به چشم چپ نشان داده شده در حالی که سیب‌های مشابهی به چشم راست نمایش داده شده‌اند. با این حال، چنین ورودی‌هایی، مانند همان سیب چشم چپ، می‌توانند توجه را چه به‌صورت آشکار و چه ناپیدا به‌شدت جلب کنند (حتی فراتر از هدایت توجه توسط اهداف درون‌زاد)، که نشانگر نقش V1 در انتقال‌های توجهی برون‌زاد مطابق با است.
اگرچه نواحی جداگانه‌ای برای این دو نوع پردازش توجهی فرض می‌شود، همچنان این پرسش مطرح است که آیا این نواحی با یکدیگر تعامل دارند یا خیر، که به پژوهش بیشتری در این زمینه نیاز است.

### هم‌پوشانی عصبی در توجه ارادی و بازتابی
به نظر می‌رسد که توافق عمومی وجود دارد که چندین ناحیهٔ مغزی در انتقال توجه دخیل‌اند، اما پژوهش‌ها در مورد میزان هم‌پوشانی میان توجه ارادی و بازتابی به نتیجهٔ قطعی نرسیده‌اند. در مطالعه‌ای از «روزن»، میزان قابل توجهی از هم‌پوشانی میان انتقال توجه درون‌زاد و برون‌زاد یافت شد. در هر دو حالت، فعال‌سازی در نواحی پشتی آهیانه‌ای و پیش‌حرکتی دیده شد. با این حال، در وضعیت ارادی، فعال‌سازی در قشر پیش‌پیشانی پشتی‌کناری راست مشاهده شد که در وضعیت بازتابی دیده نمی‌شد. از آنجا که این ناحیه با حافظهٔ کاری مرتبط است، ممکن است نشان دهد که حافظهٔ کاری به‌طور ارادی درگیر می‌شود. ناحیهٔ زیرقشری گوی رنگ‌پریده نیز تنها در وضعیت ارادی فعال شد.
همچنین، فعال‌سازی مشاهده‌شده در (TPJ) در هر دو وضعیت متفاوت بود، به‌گونه‌ای که در وضعیت ارادی، پراکندگی بیشتری به نواحی جانبی، قدامی و فوقانی نشان داده شد. اگرچه این تفاوت‌ها وجود داشت، به‌طور کلی هم‌پوشانی زیادی میان انتقال‌های توجه ارادی و بازتابی مشاهده شد. به‌طور خاص، در هر دو وضعیت، فعال‌سازی در ناحیهٔ پیش‌حرکتی پشتی، ناحیهٔ میدان دید چشمی پیشانی و قشر آهیانه‌ای فوقانی (SPC) مشاهده شد، اگرچه فعال‌سازی در SPC در وضعیت درون‌زاد بیشتر بود.
توجه می‌تواند از طریق پردازش بالا به پایین یا پایین به بالا هدایت شود. مدل توجه پوزنر شامل یک سامانهٔ توجهی پسین است که شامل جدا شدن توجه از محرک‌ها توسط قشر آهیانه‌ای، انتقال توجه از طریق کولیکولوس فوقانی و تمرکز بر هدف جدید از طریق هستهٔ بالشتک است. سامانهٔ توجهی پیشین در شناسایی محرک‌های برجسته و آماده‌سازی پاسخ‌های حرکتی نقش دارد.